# Санджак Янина
Санджак Янина (тур. Yanya Sancağı, алб. Sanxhaku i Janinës, англ. Sanjak of Ioannina) — санджак (провинция второго уровня) Османской империи, столицей был город Янина в Эпире.

## Администрирование
Янинский санджак делился на следующие казы: главная каза — Янина, Айдонат (современный Парамитья в Греции), Филат (современный Фильяте в Греции), Мегва (современный Мецовон в Греции), Лешовик (современный Лесковик в Албании), Конице (современная Коница в Греции), Погон (современный Погон на границе Греции и Албании), и Пермеди (современный город Пермети в Албании)
.
С 1430 по 1670 год санджак Янина входил в состав Румелийского эялета. С 1670 по 1787 год входил в состав эялета Янина. В 1788 году Али-паша Тепеленский получил контроль над Яниной и объединил ее с санджаком Трикала в Пашалык Янина. Али-паша был убит в 1822 году. В 1834 году Махмуд Хамди-паша был назначен править санджаком Дельвина, Янина и Авлона. В 1867 году санжак Янина был объединен с санджаками Берат, Гирокастра, Превеза и Кастория в Янинский вилайет. Позднее санджак Кастория был понижен до статуса казы и включена в вилайет Манастир.
Во время правления султана Баязида II (1481—1512) санджакбеем Янины был Давуд-паша-заде Мустафа-бей.
На выборах 1908 года регион избрал двух представителей в османский парламент, оба из которых были греками: Димитраки Кингос Эфенди и Константин Сурла Эфенди.
Этот район был оккупирован греческими войсками во время Первой Балканской войны и был передан Греции на Лондонской мирной конференции в 1913 году.

## Демография
С 1520 по 1538 год, согласно османской переписи, санжак Янина был населен 32 097 христианскими семьями и 613 мусульманскими семьями.